# Hauzan
Hauzan (arab. هوزان) – wieś w Syrii, w muhafazie muhafazie Aleppo. W 2004 roku liczyła 201 mieszkańców.